# Liolaemus loboi
Liolaemus loboi este o specie de șopârle din genul Liolaemus, familia Tropiduridae, descrisă de Fernando Abdala în anul 2003. Conform Catalogue of Life specia Liolaemus loboi nu are subspecii cunoscute.